# Conominolia
Conominolia is een geslacht van uitgestorven weekdieren uit de klasse van de Gastropoda (slakken). Exemplaren van dit geslacht zijn slechts als fossiel bekend.

## Soorten
- Conominolia aflexura Laws, 1941 †
- Conominolia conica (P. Marshall, 1917) †
- Conominolia cowei Beu, 1969 †
- Conominolia sulcatina (Suter, 1917) †
- Conominolia vixincisa (Marwick, 1929) †
- Conominolia woodsi Laws, 1933 †